# Granton, Tasmanien
Granton är en ort i Australien. Den ligger i kommunen Glenorchy och delstaten Tasmanien, i den sydöstra delen av landet, omkring 16 kilometer nordväst om delstatshuvudstaden Hobart. Antalet invånare är 2 420.
Närmaste större samhälle är Hobart, omkring 16 kilometer sydost om Granton. 